# Ariel (prénom)
Pour les articles homonymes, voir Ariel.
Cette page présente le prénom Ariel ainsi que ses variantes.
Ariel est un prénom masculin provenant du nom d'Ariel, ange dont le nom signifie « lion de Dieu » en hébreu.

## Personnalités portant ce prénom
- Hommes :
  - Ariel Askénazi
  - Ariel Atias
  - Ariel Bercovich
  - Ariel Borysiuk
  - Ariel Castellina
  - Ariel Garcia-Valdès
  - Ariel Goldenberg
  - Ariel Ibagaza
  - Ariel Jacobs
  - Ariel Kenig
  - Ariel López Padilla
  - Ariel Mateluna
  - Ariel McDonald
  - Ariel Nahuelpan
  - Ariel Nogueira
  - Ariel Olivetti
  - Ariel Ortega
  - Ariel Ramírez
  - Ariel Rot
  - Ariel Sharon
  - Ariel Toaff
  - Ariel Wizman
  - Ariel Zeevi
  - Ariel Zeitoun
- Femmes :
  - Ariel Besse
  - Ariel Durant
  - Ariel Rebel
  - Ariel Waller
  - Ariel Winter
- Pour l'ensemble des articles sur les personnes portant ce prénom, consulter :
  - la liste des articles dont le titre commence par ce prénom
  - les listes produites par Wikidata : Liste des personnes de prénom « Ariel » — même liste en incluant les éventuels prénoms composés qui contiennent « Ariel ».